# Los Tejocotes
Los Tejocotes är en ort i Mexiko.   Den ligger i kommunen Xalatlaco och delstaten Mexiko, i den sydöstra delen av landet, 40 km sydväst om huvudstaden Mexico City. Los Tejocotes ligger 2 907 meter över havet och antalet invånare är 531.
Terrängen runt Los Tejocotes är bergig, och sluttar brant västerut. Runt Los Tejocotes är det tätbefolkat, med 356 invånare per kvadratkilometer. Närmaste större samhälle är San Mateo Atenco, 16,8 km nordväst om Los Tejocotes. Trakten runt Los Tejocotes består till största delen av jordbruksmark.